# Stenløse Kirke (Odense Kommune)
 For alternative betydninger, se Stenløse Kirke. (Se også artikler, som begynder med Stenløse Kirke)
Stenløse Kirke er en kirke i Stenløse Sogn i Odense Kommune. Kirken, som var viet til Skt. Clemens, er nævnt første gang 1291 da sognepræsten, Erik, der blot var diakon, fik pavelig dispensation til at lade sig indvie som præst. Kirken var formentlig knyttet til Skt. Knuds Kloster, der o. 1280 søgte at tillægge indtægten af Stenløse Kirke til de Knudsbrødre, der studerede i Frankrig. Formelt annekteredes den dog først til klostret 1316, og frem til 1562 blev kirken betjent af en præst, der havde bolig dér. Efter reformationen 1536 overgik kirken til kronens eje (nævnt 1664). Didrik Schult til Christiansdal erhvervede 1687 kirken sammen med annekskirken i Fangel. Den blev 1695 solgt til Anne Sofie Krabbe til Søbysøgård og var knyttet til denne herregård til 1800-tallet. Fra omkring 1850 var den i skiftende privateje, indtil den overgik til selveje 1. januar 1912.
Fangel Kirke har været annekskirke til Stenløse siden 1632.

## Bygning
Kirken er i sin kerne en tidlig romansk bygning, der via dendrokronologi er dateret o. 1120-30 af granitkvadre og kampesten og bestående af apsis, kor og skib. Vinduerne blev forandrede allerede i romansk tid. I senmiddelalderen er kor og skib blevet overhvælvet, korbuen blev ommuret, et tårn blev opført i vest og et våbenhus bygget. Tårnets øvre del er ombygget 1606.
I korets tagværk er genanvendt tømmer, der dendrokronologisk er dateret til af være fældet o. 1074-75. Tømmeret kan måske stamme fra en ældre trækirke.

## Kalkmalerier
En kalkmalet udsmykning blev fremdraget 1943. 1964 blev nye billeder i korhvælv og på korbuen fremdraget og overhvidtet. Som malerierne fremstår nu udgør de to sammenkomponerede udsmykninger; en senmiddelalderlig rankeudsmykning og en skjoldfrise med figurscener på triumfvæggen fra o. 1580. Sidstnævnte er en anetavle for Otto Brockenhuus, der i 1580'erne skænkede kirken flere gaver. Den består af ti våbener og to nytestamentlige scener: Opstandelsen og Den vantro Thomas.
De overhvidtede dekorationer fra o. 1525 omfatter en pavehelgen (Skt. Clemens?), en Dommedagsscene på korets østkappe og narrehoveder malet omkring hvælvenes spygatter.

## Inventar
Kirkens ældste inventargenstand er den romanske granitdøbefont af "Midtfynsk type". Fra senmiddelalderen er bevaret en jernbunden dør fra 1489 og en klokke støbt 1514 af en arvtager til Klaves-støberiet. Det efterreformatoriske inventar omfatter nogle stolestadegavle fra tiden efter 1550, som nu er i Odense Bys Museet. Prædikestolen er skænket 1584 af Otto Brockenhuus og hustru Karen Venstermand. Den elegant udskårne prædikestol med givernes våbener og latinske indskrifter var den ældste af en række adelige donationer til kirken. Således blev en pengekiste skænket 1601 af Elsebeth Skram til Lindved, en lille klokke blev skænket 1614 af Jørgen Brockenhuus, alterstagerne 1696 af Anne Sophie Krabbe (til minde om hendes ægtemande Christian Urne). Samme år skænkede kirkeejere Didrik Schult og Armgard Sophie von Gabel et altersæt udført af Anders Jensen, Odense.
Stolestaderne er fra istandsættelsen 1919. Kirkens imposante alterbord og alterprydelse er udført af Kirsten Lockenwitz under hovedrestaureringen 2014 og erstattede en tavle fra 1859/61 med Korsfæstelsesmaleri af Anders From Jæger, Viborg.

## Gravminder
På kirkegården er fire romanske gravsten, de tre lagt i plænen, den sidste indsat som sokkelsten i våbenhuset. En middelalderlig grav er muret under koret lige syd for dets midte. Den blev (gen-)opdaget 1961. Kirken rummer desuden flere gravsten fra 1500- og 1600-tallet, herunder over Johan Brockenhuus og Gese Pedersdatter Tidemand (o. 1545). I skibet er opsat et epitafiumfra 1765 over Anderas Jensen, den forhenværende forvaltet og forpagter ved Bramstrup og Lindved gårde, bestående af en skrifttavle af sort kalksten indsat i en overdådig stukramme.

## Eksterne kilder og henvisninger
- Wikimedia Commons har flere filer relateret til Stenløse Kirke (Odense Kommune)
- Stenløse Kirke hos danmarkskirker.natmus.dk (Danmarks Kirker, Nationalmuseet).
- Stenløse Kirke hos KortTilKirken.dk